# Вітрильний спорт на літніх Олімпійських іграх 1988
Змагання з вітрильного спорту на літніх Олімпійських іграх 1988 у Сеулі тривали з 20 до 27 вересня поблизу узбережжя Пусана. Розіграно 8 комплектів нагород (1 серед жінок, 3 серед чоловіків і 4 у відкритих дисциплінах.

## Країни
| Нідерландські Антильські острови (AHO) | Антигуа і Барбуда (ANT)               | Аргентина (ARG)         |
| Австралія (AUS)                        | Австрія (AUT)                         | Багамські Острови (BAH) |
| Барбадос (BAR)                         | Бермуди (BER)                         | Бразилія (BRA)          |
| Канада (CAN)                           | Чилі (CHI)                            | Китай (CHN)             |
| Кіпр (CYP)                             | Данія (DEN)                           | Джибуті (DJI)           |
| Іспанія (ESP)                          | Фіджі (FIJ)                           | Фінляндія (FIN)         |
| Франція (FRA)                          | ФРН (FRG)                             | Велика Британія (GBR)   |
| НДР (GDR)                              | Греція (GRE)                          | Гуам (GUM)              |
| Гонконг (HKG)                          | Угорщина (HUN)                        | Індонезія (INA)         |
| Індія (IND)                            | Ірландія (IRL)                        | Ісландія (ISL)          |
| Ізраїль (ISR)                          | Американські Віргінські Острови (ISV) | Італія (ITA)            |
| Британські Віргінські Острови (IVB)    | Японія (JPN)                          | Південна Корея (KOR)    |
| Мексика (MEX)                          | Мальта (MLT)                          | Монако (MON)            |
| Нідерланди (NED)                       | Норвегія (NOR)                        | Нова Зеландія (NZL)     |
| Пакистан (PAK)                         | Філіппіни (PHI)                       | Папуа Нова Гвінея (PNG) |
| Польща (POL)                           | Португалія (POR)                      | Пуерто-Рико (PUR)       |
| Катар (QAT)                            | Сінгапур (SIN)                        | Сан-Марино (SMR)        |
| Швейцарія (SUI)                        | Швеція (SWE)                          | Таїланд (THA)           |
| Туреччина (TUR)                        | СРСР (URS)                            | Уругвай (URU)           |
| США (USA)                              | Венесуела (VEN)                       | Зімбабве (ZIM)          |

## Медальний залік

### Жінки
| Дисципліни        | Золото                                   | Срібло                                               | Бронза                                             |
| ----------------- | ---------------------------------------- | ---------------------------------------------------- | -------------------------------------------------- |
| 1988: 470 (жінки) | США (USA) · Еллісон Джоллі · Лінн Джуелл | Швеція (SWE) · Маріт Седерстрем · Біргітта Бенгтссон | СРСР (URS) · Лариса Москаленко · Ірина Чуніховська |

### Чоловіки
| Дисципліни                 | Золото                                    | Срібло                                                 | Бронза                                 |
| -------------------------- | ----------------------------------------- | ------------------------------------------------------ | -------------------------------------- |
| 1988: Дівіжн II (чоловіки) | Нова Зеландія (NZL) · Брюс Кендалл        | Нідерландські Антильські острови (AHO) · Ян Бурсма     | США (USA) · Майк Ґебгардт              |
| 1988: Фінн                 | Іспанія (ESP) · Хосе Доресте              | Американські Віргінські Острови (ISV) · Пітер Голмберґ | Нова Зеландія (NZL) · Джон Катлер      |
| 1988: 470 (чоловіки)       | Франція (FRA) · Тьєррі Пепонне · Люк Рійо | СРСР (URS) · Тину Тиністе · Тоомас Тиністе             | США (USA) · Джон Шадден · Чарлз Мак-Кі |

### Відкриті дисципліни
| Дисципліни              | Золото                                                | Срібло                                                       | Бронза                                               |
| ----------------------- | ----------------------------------------------------- | ------------------------------------------------------------ | ---------------------------------------------------- |
| 1988: Летючий голандець | Данія (DEN) · Єрґен Бойсен-Меллер · Крістіан Ґренборґ | Норвегія (NOR) · Оле Поллен · Ерік Б'єркум                   | Канада (CAN) · Френк Мак-Лафлін · Джон Міллен        |
| 1988: Торнадо           | Франція (FRA) · Жан Ле Дерофф · Ніколя Енар           | Нова Зеландія (NZL) · Кріс Тіммс · Рекс Селлерс              | Бразилія (BRA) · Ларс Ґраел · Клініо Фрейтас         |
| 1988: Зоряний           | Велика Британія (GBR) · Майкл Макінтайр · Філіп Вейл  | США (USA) · Марк Рейнолдс · Гаролд Генел                     | Бразилія (BRA) · Торбен Граел · Нелсон Фалкао        |
| 1988: Солінґ            | НДР (GDR) · Йохен Шюманн · Томас Флах · Бернд Єкель   | США (USA) · Джон Костецкі · Вільям Бейліс · Роберт Біллінґем | Данія (DEN) · Єспер Банк · Ян Матіасен · Стеен Сехер |

## Таблиця медалей
| Місце               | Країна                                 | Золото | Срібло | Бронза | Загалом |
| ------------------- | -------------------------------------- | ------ | ------ | ------ | ------- |
| 1                   | Франція (FRA)                          | 2      | 0      | 0      | 2       |
| 2                   | США (USA)                              | 1      | 2      | 2      | 5       |
| 3                   | Нова Зеландія (NZL)                    | 1      | 1      | 1      | 3       |
| 4                   | Данія (DEN)                            | 1      | 0      | 1      | 2       |
| 5                   | Іспанія (ESP)                          | 1      | 0      | 0      | 1       |
| 5                   | Велика Британія (GBR)                  | 1      | 0      | 0      | 1       |
| 5                   | НДР (GDR)                              | 1      | 0      | 0      | 1       |
| 8                   | СРСР (URS)                             | 0      | 1      | 1      | 2       |
| 9                   | Американські Віргінські Острови (ISV)  | 0      | 1      | 0      | 1       |
| 9                   | Норвегія (NOR)                         | 0      | 1      | 0      | 1       |
| 9                   | Нідерландські Антильські острови (AHO) | 0      | 1      | 0      | 1       |
| 9                   | Швеція (SWE)                           | 0      | 1      | 0      | 1       |
| 13                  | Бразилія (BRA)                         | 0      | 0      | 2      | 2       |
| 14                  | Канада (CAN)                           | 0      | 0      | 1      | 1       |
| Загалом (14 збірні) | Загалом (14 збірні)                    | 8      | 8      | 8      | 24      |